# 1 E1 m
1 E1 mは、「長さの比較」の下位項目の一つで、10 m以上 100 m未満の事物をより詳細に扱った、比較昇順表である。

## はじめに
メートル換算問題
数値情報は、情報源が如何なる度量衡に基準を置いて数値を表しているかが極めて重要であり、これを読み違えた場合、正確性を欠く値への変化という悪しき結果を招く。例えば、アメリカ合衆国で開発された飛行機であるヒューズ H-4 ハーキュリーズは基準値をヤード・ポンド法で表しており、多くの場合、メートル法表記は概算になっている。したがって、正確性を欠く可能性が高い後者の数値は基準とすべきでない。一方、ソ連およびロシアで開発されたアントノフ An-225 ムリーヤはメートル法を基準値としており、ヤード・ポンド法で数値が併記されているとすれば、それは概算でしかない。ところが、後者の数値を基準値として換算してしまう例が専門書も含めて散見される。本項では、メートル法を基準としている数値はそのままで表記し、ヤード・ポンド法を基準としている数値はメートル法に換算して表記している。
なお、工学やスポーツの規定などの分野の数値は、基準の度量衡が比較的わかりやすいが、生物（ヒトを含む）や古生物の分野、スポーツ選手の身体数値などは極めて曖昧で、判断材料が見当たらない場合も多い。ギネス世界記録（ギネスブック）やスポーツ選手名鑑などでは、ヤード・ポンド法の数値とメートル法の数値が乖離している場合さえある（※このような場合、一方が正しいとすれば、他方は間違った数値であり、いずれが正しいかの判断材料も無い）。これらの分野の数値は、情報源の段階で不正確なものを多く含むため、本項においても確信を持って表記することは困難である。
その他
全高、軒高、尖塔高、像高など、高さの表示については、「1 E2 m」の「用語解説」を参照のこと。
本項での決め事
- 10 mと10.00 mは精度において異なる数値であり、みだりに概算化しない。例えば、11.312 mと公表されている鎌倉大仏の像高を11.3 mなどと省略しない。やむなく概算値とする場合（例：32.808398950131234 ft→ 32.81 ft）やもともと概算値である場合は、「約」などでその旨を明示する。
- すでに死や絶滅を迎えた存在であることを示すために人名や生物種名に冠される短剣符（†）を、現存しない物（例：兵庫大仏）、および、原形を想像できないほど変化してしまった物に対しても用いることとする。なお、遺跡は遺跡として現存しているのであるから、係る定義には当たらない。また、一過性の事象は対象外である。
- 「史上第2位・世界一の▲▲▲・▽▽▽、●●●。」は、「その分野の歴史上で第2位、現在の世界で第1位として存在する、▲▲▲であり、より詳しくは▽▽▽であるが、同時に●●●でもある。」という意味で記している。

## 比較昇順表
▲ 1 E0 m （10 m 未満）
| 値              | 事物と解説 |
| --------------- | --- |
| 10 m            | 1 デカメートル (1 dam) |
| 10 m            | 約32.81 フィート (32.808398950131234 ft) |
| 10 m            | 面積100 平方メートル（100 m²、1 アール）の正方形の一辺 |
| 10 m            | 短波の最短波長短波の最短波長 (30 MHz) |
| 約10.97 m       | テニスコートの短辺の長さ（cf. 長辺78 ft ［23.7744 m］× 短辺36 ft ［10.9728 m］）                                                                                           |
| 11 m            | †兵庫大仏の像高（全高は18 m） |
| 11.312 m        | 鎌倉大仏の像高（全高は13.35 m） |
| 11.82 m         | 日積雪量の世界記録（日本の伊吹山にて1927年に観測） |
| 12 m            | ジンベエザメ（現生最大の魚類・軟骨魚類）の平均的体長 |
| 12 m            | †ケツァルコアトルス（既知で史上最大級の飛翔動物・翼竜）の推定翼開長 |
| 12.0 m          | 三菱 零式艦上戦闘機二一型（第二次世界大戦期の日本のレシプロ戦闘機）の翼幅                                                                                                  |
| 12.2 m          | †サルコスクス（既知で史上最大級のワニ）の推定最大全長 |
| 12.3 m          | ライトフライヤー号（世界初飛行を果たした飛行機）の翼幅 |
| 12.76 m         | クロード・モネの油彩画『睡蓮』（1929年作。ニューヨーク近代美術館所蔵。cf.）の長辺 （cf. 短辺200 cm × 長辺1,276 cm）                                                        |
| 12.80 m         | †ティラノサウルス「スー」（完全骨格化石として発掘された雌・成体の一個体）の全長 （全長42 ft ［12.8016 m］、体高13 ft ［3.9624 m］、推定体重14,000 lbs ［6,350.29318 kg］） |
| 12 - 14 m       | ダイオウホウズキイカ（現生最大の無脊椎動物・頭足類）の平均的体長 |
| 13.7 m          | コンティキ号（ヘイエルダールの学説に基づいて再現された古代ポリネシアの外洋航海用筏の実験船）の全長                                                                         |
| 13.56 m         | ロッキード・マーティン F-22A ラプター（21世紀初頭のステルス型ジェット戦闘機）の翼幅 (44 ft 6 in ［13.5636 m］)                                                             |
| 14.02 m         | スピリットオブセントルイス号（世界初の大西洋単独無着陸飛行を達成したチャールズ・リンドバーグのレシプロ飛行機）の翼幅 (46 ft ［14.0208 m］)                                 |
| 14.98 m         | 奈良の大仏の像高（全高18.03 m） |
| 15.00 m         | FIBAバスケットボール・コートの短辺の長さ（cf. 長辺28.00 m × 短辺15.00 m）                                                                                                  |
| 約15.0 m        | 5階建て住宅専用ビル（レジデンシャルビルディング）の平均的な軒高（階高2.8- 3.2 mの中間数値3.0 mで計算した場合）                                                             |
| 15.24 m         | NBAバスケットボール・コートの短辺の長さ（cf. 長辺94 ft ［28.6512 m］× 短辺50 ft ［15.24 m）                                                                                |
| 12.5 - 18.0 m   | †スピノサウルス（最大の肉食恐竜・獣脚類）の全長（中間数値：15.25 m） |
| 15.50 m         | 女子三段跳世界記録（1995年、イネッサ・クラベッツによる） |
| 17 m            | †サウロポセイドン（既知で史上最も背が高かった動物・恐竜・竜脚類）の推定体高                                                                                                |
| 16 - 18 m       | マッコウクジラ（史上最大・現生最大の肉食動物・肉食哺乳類）の雄の平均的全長                                                                                                 |
| 18 m            | バレーボール・コートの長辺の長さ（長辺18.00 m × 短辺9.00 m） |
| 18 m            | †サンタ・マリア号（コロンブスの帆船）の全長 |
| 18.0 m          | ガンダム〈RX-78-2〉（架空の二足歩行ロボット）の全高（頭頂高） |
| 18.288 m        | ボウリングのレーン上のファウルラインと1番ピンの距離 (60 ft ［18.28800 m］)                                                                                                 |
| 18.29 m         | 男子三段跳世界記録（1995年、ジョナサン・エドワーズによる） |
| 18.44 m         | 野球のピッチャーズプレートからホームベースまでの距離 (60 ft 6 in ［18.4404 m］)                                                                                            |
| 約19.09 m       | †京の大仏（豊臣秀吉の時代、京の方広寺にあった大仏）の像高（6丈3尺［19.0909091 m］）                                                                                        |
| 20.00 m         | JR在来線の旅客用鉄道車両1両分の標準的な車体長 |
| 約20 m          | パルテノン神殿の全高 |
| 約20.0 m        | 5階建て事務所用ビルディング（オフィスビル）の平均的な軒高（階高4.0 mで計算した場合）                                                                                       |
| 21 m            | †リードシクティス（既知で史上最大の魚類・硬骨魚類・条鰭類）の推定全長 |
| 22.63 m         | 女子砲丸投世界記録（1987年、ナタリア・リソフスカヤによる） |
| 23 m            | ルクソール・オベリスク（コンコルド広場のオベリスク）の全高 |
| 23.12 m         | 男子砲丸投世界記録（1990年、ランディー・バーンズによる） |
| 23.24 m         | ゴクスタ船（9世紀のヴァイキング船［en］の一つ）の全長 |
| 約23.77 m       | テニスコートの長辺の長さ（cf. 長辺78 ft ［23.7744 m］× 短辺36 ft ［10.9728 m］）                                                                                           |
| 25 m            | 原爆ドームの被爆以前の建物（広島県産業奨励館ビル）の全高 |
| 25.150 m        | 新幹線0系電車（世界初の高速鉄道）先頭車両の全長 |
| 24.08 - 27.23 m | シロナガスクジラ（史上最大・現生最大の動物・哺乳類）の雄の平均的全長 （中間数値は25.66 m。信用に足る最大個体の記録は約32.92 m）                                            |
| 25.91 m         | 北米規格（NHL仕様）に基づくアイスホッケー・リンクの短辺の長さ （cf. 長辺200 ft ［60.96 m］× 短辺85 ft ［25.90800 m］）                                                     |
| 27.350 m        | 新幹線N700系電車先頭車両の全長 |
| 27.43 m         | 野球の塁間の距離 (90 ft) |
| 28.00 m         | FIBAバスケットボール・コートの長辺の長さ（cf. 長辺28.00 m × 短辺15.00 m）                                                                                                  |
| 28.65 m         | NBAバスケットボール・コートの長辺の長さ（cf. 長辺94 ft ［28.6512 m］× 短辺50 ft ［15.24 m）                                                                                |
| 30 m            | コルコバードのキリスト像（新・世界七不思議の一つ）の像高（台座を含む全高は39.6 m）                                                                                         |
| 30 m            | 国際規格（IIHF規格）に基づくアイスホッケー・リンクの短辺の長さ（cf. 長辺61 m × 短辺30 m）                                                                                  |
| 約30 m          | 流星物質1998 KY26の大きさ |
| 約30 m          | ヒトの潜水可能水深（常人の素潜りによる限界水深） |
| 約30 m          | ラッコの潜水可能水深 |
| 30 - 32 m       | 地球楕円体面上における緯度1秒に相当する子午線弧長 |
| 30- 35 m        | †アルゼンチノサウルス（既知で史上最長とされる一個体動物・恐竜・竜脚類）の推定全長 （中間数値：32.5 m）                                                                     |
| 30 - 40 m       | 日本国の市レベルの自治体に通常配備されているはしご付消防自動車の梯子の規格地上高                                                                                           |
| 35 m            | †テミストクレス率いる古代ギリシアはアテナイ海軍の三段櫂船（ペルシア戦争時）の全長                                                                                          |
| 38.2 m          | 明治三陸大津波の最大遡上高（狭義の津波における、史上最大の遡上高） |
| 40 m            | 英仏海峡トンネルの海底からの平均の深さ |
| 40 m            | ウルトラマン（架空の宇宙人）の身長 |
| 40.47 m         | ユニオン・パシフィック鉄道4000形蒸気機関車“ビッグボーイ”（史上最大級の蒸気機関車）の全長 (132 ft 9¼ in ［40.47 m］)                                                        |
| 約42 m          | †コルサバードのジッグラト（バベルの塔のモデルといわれる塔）の全高 |
| 42.32 m         | クフ王第一の船の全長（全幅は5.66 m） |
| 43.05 m         | B-29 スーパーフォートレス（第二次世界大戦時のアメリカ空軍戦略爆撃機）の翼幅                                                                                                |
| 44 m            | 鳥獣人物戯画の長辺の長さ（全四巻の合計） |
| 44 m            | カイラースナート大神像（世界最大のヒンドゥー教立像。世界最大のシヴァ神像）の全高                                                                                           |
| 40 - 50 m       | マヨイアイオイクラゲ（現生最長クラスの無脊椎動物［群体］）の群体長（中間数値：45 m）                                                                                       |
| 45 m            | ジャイアントケルプ（最も長い海藻）の通常的全長 |
| 46 m            | サン・ピエトロ大聖堂（史上最も高い完成された身廊をもつキリスト教教会堂）の身廊の高さ                                                                                       |
| 46 m            | ニューヨークの自由の女神像の本体（台座以外）の高さ |
| 46 m            | ワット・ポーの釈迦横臥像（涅槃仏）の全長（横臥した像の長さ） |
| 46.7 m          | ベネズエラにある平和の聖処女像（世界一高いキリスト教立像。世界一高い聖母マリア像）の全高・像高                                                                             |
| 46.35 m         | 姫路城天守閣の全高（石垣 + 建物） |
| 48.49 m         | †中古における出雲大社本殿の推定される高さ |
| 48.78 m         | アメリカンフットボールのフィールドの短辺の長さ （cf. 長辺 120 yd ［約109.73 m］× 短辺 53 yd 1 ft ［約48.78 m］）                                                           |
| 48.8 m          | †咸臨丸（江戸幕府の軍艦。木造蒸気船）の全長 |
| 49 m            | ポン・デュ・ガール（古代ローマの水道橋）の全高 |
| 49.54 m         | エトワール凱旋門（パリの凱旋門）の全高 |
| 50 m            | 初代ゴジラ（架空の怪獣）の体高 |
| 約50 m          | ウイングスーツによる滑空で1秒間に移動する距離（時速約200km） |
| 52 m            | †凌雲閣（日本における西洋式高層建築物の先駆けの一つ。東京初の西洋式高層建築物）の全高（1890年竣工）                                                                        |
| 52 m            | ナイアガラの滝（世界三大瀑布の一つ）の最大落差 |
| 54 m            | シュルデシュティの木造教会（世界で2番目に背の高い木造教会。マラムレシュの木造聖堂群に属する）の教会塔全高。                                                                |
| 54.8 m          | 東寺五重塔（近世以前の作で最も高い日本様式の現存する仏塔）の全高 |
| 55 m            | アヤソフィア（アギア・ソフィア大聖堂。元・キリスト教大聖堂。ビザンティン建築の最高傑作。現・イスラム教モスク）の全高（尖塔高）（施設は全長82 m、全幅73 m、全高55 m）       |
| 55 m            | †バーミヤンの大仏（2つあったうちの高い方）の全高 |
| 56.705 m        | ピサの斜塔の全高（傾斜した状態での構造物最高点と接地面との垂直距離）（※ただし、傾斜して低くなっている側の高さは55.863 mで、こちらを「高さ」とすることが多い）              |
| 57.5 m          | 東大寺大仏殿（日本で長らく最大であった木造建築物）の正面幅 （cf. 奥行は50.5 m、棟高は49.1 m）                                                                              |
| 55 - 60 m       | リネウス・ロンギッシムス（現生最長クラスの無脊椎動物［一個体］）の、触手伸張時の全長（中間数値：57.5 m）                                                                   |
| 57.61 m         | マジック・キングダム（ウォルト・ディズニー・ワールド・リゾート）のシンデレラ城の全高 （189 ft ［57.6072 m］。cf. 東京ディズニーランドのシンデレラ城の全高は 51.00 m）      |
| 59.98 m         | 楽山大仏（世界最大・最長の古仏・磨崖仏）の像高（cf. 施設の全高［縦全長］は約71 m）                                                                                         |
| 60 m            | 初代ガメラ（架空の怪獣）の全長 |
| 60.96 m         | 北米規格（NHL仕様）に基づくアイスホッケー・リンクの長辺の長さ （cf. 長辺200 ft ［60.96 m］× 短辺85 ft ［約25.90800 m］）                                                   |
| 61 m            | 国際規格（IIHF規格）に基づくアイスホッケー・リンクの長辺の長さ（cf. 長辺61 m × 短辺30 m）                                                                                  |
| 64.9 m          | 大型旅客機 ボーイング747-400の翼幅 |
| 62 m            | ジェセル王のピラミッド（サッカラの階段ピラミッド。紀元前2612年から紀元前2604年までの間、世界で最も高かった建造物。cf. 世界一高い建築物の変遷）の全高                       |
| 約64.92 m       | タージ・マハルの墓廟の全高（尖塔高）(213 ft ［64.9224 m］) |
| 65 m            | 太陽の塔（1970年大阪万博の記念建造物）の全高 |
| 65.45 m         | 日本国国会議事堂の中央塔の全高 |
| 67 m            | 応県木塔（仏宮寺釈迦塔）（高さ世界一の現存する歴史的木製建造物・現存木結構建築物・現存木造仏塔・中国様式の現存木造仏塔）の全高（尖塔高）                                   |
| 64 - 75 m       | 国際大会における、サッカーのフィールドの短辺の長さ（cf. 長辺105 m 前後［最小100 m、最大110 m］× 短辺69.5 m 前後［最小 64 m、最大 75 m］。短辺の中間数値：69.5 m）          |
| 70 m            | バイユーのタペストリーの長辺の長さ（現存は63.6 m） |
| 72.28 m         | 女子やり投世界記録（2008年、バルボラ・シュポタコバによる） |
| 76 m            | 東本願寺御影堂（現存する日本最大級・最長の歴史的木造建築物。1895年創建）の正面幅 （cf. 奥行は58 m、高さ38 m。1895年竣工）                                                  |
| 78 m            | サプンツァ・ペリ木造教会（高さ世界一の木造教会）の教会塔全高（ただしその高さに基礎の石垣を含む。塔の木構造部分の高さは不明であるが、シュルデシュティの木造教会塔より高い） |
| 78.34 m         | †ペリーの黒船旗艦サスケハナ号（1850年代アメリカ海軍のフリゲート外輪式蒸気艦）の全長                                                                                        |
| 79.42 m         | 女子ハンマー投世界記録（2011年、ベティ・ハイドラーによる） |
| 79.8 m          | エアバスA380-800型（史上最大の旅客機）の翼幅 |
| 80 m            | 日本の「不動産の表示に関する公正競争規約」に基づく目安としての、「徒歩1分」で進む距離                                                                                      |
| 86.74 m         | 男子ハンマー投世界記録（1986年、ユーリ・セディフによる） |
| 約87.88 m       | †創建時の東大寺大仏殿（史上最大・最長の歴史的木造建築物）の正面幅 （cf. 正面幅29丈［87.8787879 m］、奥行17丈［51.5151515 m］、棟高12丈6尺［38.1818182 m］）                |
| 88.4 m          | 輸送機 アントノフ An-225 ムリーヤ（世界最大級の飛行機）の翼幅 |
| 80 - 100 m      | 1984年版タイプ（大型）のゴジラの体高 |
| 90 m            | アーチェリーの最長競技における標的までの距離 |
| 90 m            | 白馬ジャンプ競技場のノーマルヒルのK点（スキージャンプ） |
| 91.44 m         | アメリカンフットボールのフィールドのゴールラインの間の長さ (100 yd) |
| 92 m            | サグラダ・ファミリア（アントニ・ガウディ設計の大聖堂）の現在完成している尖塔の全高                                                                                         |
| 93 m            | ニューヨークの自由の女神像、その全高 |
| 96 m            | ナスカの地上絵「ハチドリ」の全長 |
| 97.51 m         | 輸送艇 ヒューズ H-4 ハーキュリーズ（史上最大の翼幅を持つ飛行機）の翼幅 |
| 98.48 m         | 男子やり投世界記録（1996年、ヤン・ゼレズニーによる） |

▼ 1 E2 m （100 m 以上）

## 分野別一覧
掲載した事物を分野別・昇順でまとめる。
- 自然、自然現象等
短波の最短波長、日積雪量の世界記録、流星物質1998 KY26、子午線弧長、明治三陸大津波の最大遡上高、ナイアガラの滝。
- 生物
ジンベエザメ、ケツァルコアトルス、サルコスクス、ティラノサウルス「スー」、ダイオウホウズキイカ、スピノサウルス、サウロポセイドン、マッコウクジラ、リードシクティス、シロナガスクジラ、アルゼンチノサウルス、マヨイアイオイクラゲ、ジャイアントケルプ、リネウス・ロンギッシムス。
  - 生物の能力
ラッコの潜水可能水深。
  - ヒトの能力
女子三段跳世界記録、男子三段跳世界記録、女子砲丸投世界記録、男子砲丸投世界記録、ヒトが潜れる水の深さ（常人の素潜り）、女子やり投世界記録、女子ハンマー投世界記録、男子ハンマー投世界記録、男子やり投世界記録。
- 運動に関する規定
テニスコートの短辺、FIBAバスケットボール・コートの短辺、NBAバスケットボール・コートの短辺、バレーボール・コートの長辺、ボウリングのレーン上のファウルラインと1番ピンの距離、野球のピッチャーズプレートからホームベースまでの距離、テニスコートの長辺、アイスホッケー・リンクの短辺（北米規格）、野球の塁間距離、FIBAバスケットボール・コートの長辺、NBAバスケットボール・コートの長辺、アイスホッケー・リンクの短辺（国際規格）、アメリカンフットボールのフィールドの短辺、アイスホッケー・リンクの長辺（北米規格）、アイスホッケー・リンクの長辺（国際規格）、サッカーのフィールドの短辺、アーチェリーの最長競技における標的までの距離、白馬ジャンプ競技場ノーマルヒルK点、アメリカンフットボールのフィールドのゴールラインの間の長さ。
- 建造物
  - 像
兵庫大仏、鎌倉大仏、奈良の大仏、京の大仏、コルコバードのキリスト像、カイラースナート大神像、ニューヨークの自由の女神像本体、ワット・ポーの釈迦横臥像、ベネズエラにある平和の聖処女像、バーミヤンの大仏、楽山大仏、太陽の塔、ニューヨークの自由の女神像全高。
  - 像以外の建造物
パルテノン神殿、ルクソール・オベリスク（コンコルド広場のオベリスク）、英仏海峡トンネル、原爆ドーム、コルサバードのジッグラト、サン・ピエトロ大聖堂の身廊、姫路城天守閣、出雲大社本殿、ポン・デュ・ガール、エトワール凱旋門、凌雲閣、シュルデシュティの木造教会の教会塔、東寺五重塔、アヤソフィアの全高、ピサの斜塔、東大寺大仏殿の正面幅、マジック・キングダムのシンデレラ城、ジェセル王のピラミッド、タージ・マハル、太陽の塔（※像でもある）、日本国国会議事堂中央塔、応県木塔、東本願寺御影堂の正面幅、サプンツァ・ペリ木造教会の教会塔、創建時の東大寺大仏殿の正面幅、サグラダ・ファミリア。
5階建て住宅専用ビル（レジデンシャルビルディング）、5階建て事務所用ビルディング（オフィスビル）。
- 陸の移動
  - 車
日本のはしご付消防自動車の梯子の規格地上高。
  - 鉄道
JR在来線の旅客用鉄道車両1両分の標準的な車体長、新幹線0系電車先頭車両、新幹線N700系電車先頭車両、ユニオン・パシフィック鉄道4000形蒸気機関車。
- 水域の移動
コンティキ号、ゴクスタ船、テミストクレス率いるアテナイ海軍の三段櫂船、クフ王第一の船、サンタ・マリア号、咸臨丸、サスケハナ号。
- 空の移動
零式艦上戦闘機二一型、ライトフライヤー号、戦闘機F-22A ラプター、スピリットオブセントルイス号、B-29 スーパーフォートレス、ボーイング747-400、エアバスA380-800型、アントノフ An-225 ムリーヤ、ヒューズ H-4 ハーキュリーズ。
- 芸術、考古遺物
クロード・モネ『睡蓮』、鳥獣人物戯画、バイユーのタペストリー、ナスカの地上絵「ハチドリ」。
- 架空の存在
ガンダム、ウルトラマン、初代ゴジラ、初代ガメラ、1984年版ゴジラ。
- その他
ウイングスーツによる滑空で1秒間に移動する距離、徒歩1分。